# 蕭圓滿
蕭圓滿（6世紀—553年），南蘭陵郡蘭陵縣人，南朝梁武陵王蕭紀之第三子（一作第五子）。

## 生平
太清六年（552年）三月，侯景之亂平定。四月，益州刺史、武陵王蕭紀在成都稱帝，改元天正，封蕭圓滿為竟陵郡王。同年十一月，梁元帝蕭繹在江陵稱帝，改元承聖。
天正二年（553年）七月，蕭紀被梁元帝的軍隊擊敗，被樊猛追杀，蕭圓滿赶来救父，一起被斬殺於硤口。